# 萤火虫航空航天
萤火虫太空（英語：Firefly Aerospace）是一家私人航天公司，总部设在得克萨斯州奥斯汀，该公司开发用于商业发射到轨道的中小型发射载具。他们是NewSpace的支持者，即认为航天产业的目标应该是：通过技术创新增加进入太空的机会、降低发射成本，并减少对国家航天机构的依赖包括法规、后勤依赖等方面。
该公司成立于2017年3月，EOS Launcher收购了其前身公司萤火虫太空系统的资产，并更名为萤火虫太空。Noosphere Ventures全资拥有该公司， 前者属于Noosphere Global的战略风险投资部门。萤火虫太空目前正在开发Alpha 2.0运载火箭，Alpha 2.0将比萤火虫太空系统开发的Alpha具有更大的有效载荷，目标是将1000公斤的有效荷载投送进入近地轨道，600公斤有效荷载投送至太阳同步轨道。 经过重组后的公司大约140名雇员。